# 19411 Collinarnold
19411 Collinarnold (1998 FJ22) là một tiểu hành tinh vành đai chính ở vành đai tiểu hành tinh chính thuộc hệ Mặt Trời. Nó được phát hiện ngày 20 tháng 3 năm 1998 bởi nhóm nghiên cứu tiểu hành tinh gần Trái Đất phòng thí nghiệm Lincoln ở Socorro.